# Teofano (cesarzowa rzymska)
Teofano lub Teophano (gr.: Θεοφάνου – Teofanu, ur. 956, w Konstantynopolu w Bizancjum, zm. 15 czerwca 991 w Nijmegen) – księżniczka bizantyńska, żona cesarza Ottona II (955 - 7 grudnia 983), syna cesarza Ottona I Wielkiego i Adelajdy, córki Rudolfa II Burgundzkiego.

## Pochodzenie
Dawniejsza historiografia uważała Teofano za córkę cesarza Romana II i cesarzowej Teofano. Tej tezie przeczył fakt, że młodszej Teofano nie określano mianem "Porfirogenetki", "urodzonej w purpurze", który to tytuł przysługiwał dzieciom cesarzy. Obecnie uznaje się, że jej ojcem był Konstantyn Skleros, brat pretendenta Bardasa Sklerosa, a matką Zofia Fokaina, bratanica cesarza Nicefora II i siostra Marii Sklerainy, pierwszej żony Jana I Tzimiskesa.

## Małżeństwo
Małżeństwo Teofano i Ottona było wynikiem starań Ottona I o sojusz z Bizancjum. Jednym z warunków porozumienia był ślub przyszłego Ottona II z księżniczką krwi cesarskiej. Teofano, która przybyła do Niemiec w 972 r., nie była (według słów Thietmara) virgo desiderata, księżniczką z rodziny cesarskiej jak oczekiwano. Teofano przybyła mimo tego z wielkim przepychem i bogatymi darami. W kontrakcie małżeńskim jest określana jako neptis (siostrzenica, bratanica albo wnuczka) cesarza Jana I Tzimiskesa.
Ślub Teofano i Ottona odbył się 14 kwietnia 972 r. w Rzymie. Ślubu udzielał papież Jan XIII. Tego samego dnia została ukoronowana na królową Niemiec i cesarzową (Otton II był współcesarzem od 967 r. do śmierci ojca w 973 r.). Otton i Teofano mieli razem syna i cztery córki; byli to:
- Adelajda (977 - 14 stycznia 1044 (1045?)), ksieni w Quedlinburgu[3]
- Zofia (978 - 30 stycznia 1039), ksieni w Gandersheim i Essen
- Matylda (979 - 4 listopada 1025), żona Ezzona, hrabiego-palatyna Lotaryngii, matka królowej Polski Rychezy
- Otton III (23 czerwca 980 - 23 stycznia 1002), cesarz rzymski
- nieznana z imienia córka, bliźniaczka Ottona (23 czerwca 980 - przed 8 października 980)

Teofano towarzyszyła mężowi w jego wszystkich podróżach, a jej imię często występuje w korespondencji dyplomatycznej. Była skłócona z teściową, Adelajdą Burgundzką. W 978 r. doprowadziła do usunięcia jej z dworu. Według opata Cluny, Odilona, Adelajda była bardzo szczęśliwa, gdy "ta grecka kobieta" zmarła.

## Regencja
Gdy Otton II zmarł nagle 7 grudnia 983 r., Teofano została regentką w imieniu małoletniego syna, Ottona III. Współregentką była jej teściowa Adelajda, ale Teofano zmusiła ją do rezygnacji z regencji i opuszczenia dworu. W dzień Bożego Narodzenia 983 r. doprowadziła do koronacji Ottona III. W 984 r. przeciwko cesarzowej wystąpił cesarski krewniak, Henryk II Kłótnik, który porwał Ottona, ale został wkrótce zmuszony do oddania dziecka matce. Aby uniknąć wojny Teofano przywróciła w 985 r. Henrykowi władzę w Bawarii, którą ten utracił był w 976 r. Z pomocą arcybiskupa Moguncji Willigisa i biskupa Wormacji Hildebalda Teofano rządziła aż do swojej śmierci.
Zmarła 15 czerwca 991 roku na dworze królewskim w Nimwegen. Pochowano ją w kościele pod wezwaniem św. Pantaleona w Kolonii. Otton III był wtedy wciąż jeszcze dzieckiem i do czasu osiągnięcia przez niego dorosłości władzę sprawowała jego babka, Adelajda.

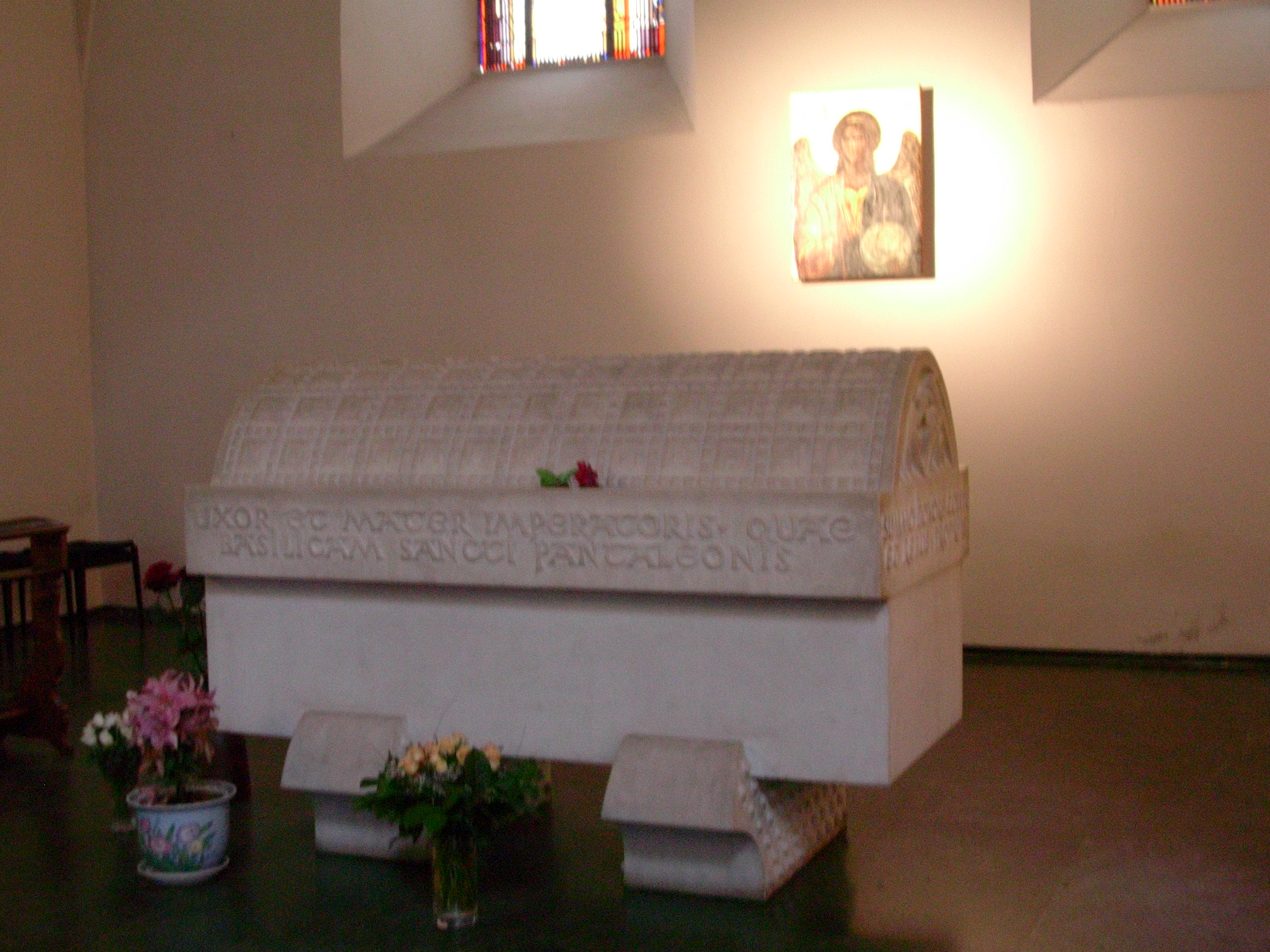
Sarkofag cesarzowej Teofano

## Opinie o cesarzowej
Alpert z Metzu opisuje Teofano jako nieuprzejmą i gadatliwą kobietę. Była również krytykowna za dekadencję, która przejawiała się w codziennych kąpielach i wprowadzeniu w Niemczech zwyczaju noszenia luksusowych szat i biżuterii. 
Przypisuje jej się wprowadzenie w Europie Zachodniej zwyczaju używania widelca. Kronikarze opisują poruszenie jakie wywołała, gdy zaczęła używać złotego podwójnego szpikulca aby podawać jedzenie do ust, zamiast jeść przy użyciu rąk, jak to było w zwyczaju. Teolog Piotr Damiani twierdził, że cesarzowa była kochanką greckiego mnicha Jana Filagathosa, późniejszego antypapieża Jana XVI.
Thietmar tak opisał Teofano: Choć Teofano wątłą była z uwagi na płeć swoją, to jednak odznaczała się pewną odwagą i — co jest rzadkie u Greków — miała ujmujący sposób bycia. Męską zgoła opieką otaczała państwo swego syna, popierając we wszystkim sprawiedliwych, łamiąc zaś i do strachu doprowadzając tych, co głowę podnosili.